# ユービック情報専門学校
ユービック情報専門学校（ユービックじょうほうせんもんがっこう）は、学校法人東洋学園が運営する大阪市都島区にある専修学校。

## 沿革
- 1991年 - ユービックコンピュータ専門学校として開校
- 1994年 - 「ユービック情報工科専門学校」と改称
- 2004年 - 大阪府枚方市御殿山から都島区に移転し現校名となる

## 学科
- IT（<３年生＞IoTエンジニアコース　<２年生>ICTエンジニアコース)
- ビジネス（<３年生＞ビジネス情報コース　<２年生>総合キャリアコース）
- 電気(<２年生>電気工事士コース)
- 医療（<３年生＞医療ITコース　<２年生>医療秘書コース）

## 所在地
- 〒534-0025 大阪市都島区片町2-10-5

最寄り駅は、JR・京阪・地下鉄京橋駅